# Vương quốc Hồi giáo Ai Cập
Vương quốc Hồi giáo Ai Cập (tiếng Ả Rập: السلطنة المصرية; tiếng Anh: Sultanate of Egypt) là sự bảo hộ tồn tại trong thời gian ngắn mà Vương quốc Anh áp đặt đối với Ai Cập trong khoảng thời gian từ 1914 đến 1922.

## Lịch sử
Việc phản đối sự can thiệp của châu Âu vào các vấn đề của Ai Cập dẫn đến sự xuất hiện của một phong trào dân tộc kết hợp và lan rộng sau sự can thiệp và chiếm đóng của quân đội Anh năm 1882. Tuy nhiên, nguyên nhân trực tiếp của những gì được người Ai Cập gọi là Cách mạng năm 1919 là những hành động của Anh trong Thế chiến thứ nhất đã gây ra nhiều khó khăn và phẫn nộ trên diện rộng. Sau chiến tranh, Ai Cập chịu ảnh hưởng của những tác động bất lợi về giá, tiền tệ và tỉ lệ thất nghiệp tăng vọt.
Ngày 13 tháng 11 năm 1918 được tổ chức tại Ai Cập là ngày Yawm al Jihad (Ngày đấu tranh). Ai Cập đòi độc lập hoàn toàn với điều kiện là Anh được phép giám sát Kênh đào Suez và nợ công. Họ cũng xin phép được đến Luân Đôn để đưa vụ việc của họ ra trước Chính phủ Anh. Cùng ngày, người Ai Cập đã thành lập một phái đoàn cho mục đích này, Al Wafd al Misri (được gọi là Wafd), đứng đầu là Saad Zaghlul. Nhưng phía Anh từ chối cho phép Wafd tới Luân Đôn.
Cuộc tuần hành của phụ nữ ngày 16 tháng 3 và trước đó một ngày là cuộc biểu tình lớn nhất của Cách mạng năm 1919. Hơn 10.000 giáo viên, sinh viên, công nhân, luật sư và nhân viên chính phủ đi biểu tình tại Al Azhar và tìm đường đến Cung điện Abdin nơi họ tham gia cùng hàng ngàn người khác, họ đã phớt lờ đi những rào cản và lệnh cấm của Anh. Ngay sau đó, các cuộc biểu tình tương tự đã nổ ra ở Alexandria, Tanta, Damanhur, Al Mansurah và Al Fayyum. Đến mùa hè năm 1919, hơn 800 người Ai Cập đã bị giết chết, cũng như 31 người châu Âu và 29 lính Anh.

## Cách mạng Ai Cập năm 1919
Khi Cách mạng Ai Cập 1919 bắt đầu, Cheetham sớm nhận ra rằng ông bất lực trong việc ngăn chặn các cuộc biểu tình và thừa nhận rằng các vấn đề hoàn toàn nằm ngoài tầm kiểm soát của ông. Tuy nhiên, chính phủ ở Luân Đôn đã ra lệnh cho ông không nhượng bộ Wafd và khôi phục trật tự, một nhiệm vụ mà ông ta không thể thực hiện được.
Luân Đôn quyết định thay thế Wingate bằng một người khác có khả năng quân sự mạnh hơn, Sir Edmund Allenby, một trong những anh hùng vĩ đại nhất của Anh trong Thế chiến I. Ông được đặt tên hiệu là ủy viên cao cấp đặc biệt (special high commissioner) và đến Ai Cập vào ngày 25 tháng 3. Ngày hôm sau, ông gặp một nhóm những người theo chủ nghĩa dân tộc Ai Cập và ulama. Sau khi thuyết phục Allenby thả các nhà lãnh đạo Wafd và cho phép họ đi đến Paris, nhóm Ai Cập đã đồng ý ký một tuyên bố kêu gọi người dân ngừng biểu tình. Allenby, người đã bị thuyết phục rằng đây là cách duy nhất để ngăn chặn cuộc nổi dậy, sau đó phải thuyết phục chính phủ Anh đồng ý. Vào ngày 7 tháng 4, Zaghlul và các đồng minh của ông đã được thả ra và lên đường đến Paris.

## Ai Cập Độc lập (1922)
Vào ngày 28 tháng 2 năm 1922, Anh đơn phương tuyên bố quyền độc lập của Ai Cập mà không có bất kỳ cuộc đàm phán nào với Ai Cập. Bốn vấn đề là "hoàn toàn dành riêng cho sự quyết định" của Chính phủ Anh cho đến khi các thỏa thuận liên quan đến chúng có thể được đàm phán: an ninh thông tin liên lạc của Đế quốc Anh ở Ai Cập; sự bảo vệ của Ai Cập chống lại tất cả các kẻ xâm lược hoặc can thiệp nước ngoài, trực tiếp hoặc gián tiếp; bảo vệ lợi ích nước ngoài ở Ai Cập và bảo vệ người thiểu số; và Sudan.
Quốc vương Ahmad Fuad trở thành Vua Fuad I, và con trai ông, Faruk, được đặt quyền là người thừa kế. Lord Allenby vẫn còn, cho đến năm 1925, với tư cách là ủy viên cao cấp Anh. Vào ngày 19 tháng 4, một hiến pháp mới đã được phê duyệt. Cũng trong tháng đó, một đạo luật bầu cử đã được ban hành mở ra một giai đoạn mới trong sự phát triển chính trị của Ai Cập đó là bầu cử quốc hội.